# Tragocephala formosa
Tragocephala formosa är en skalbaggsart som först beskrevs av Olivier 1792.  Tragocephala formosa ingår i släktet Tragocephala och familjen långhorningar.
Artens utbredningsområde är:
- Kenya.
- Malawi.
- Moçambique.
- Seychellerna.
- Zimbabwe.

Inga underarter finns listade i Catalogue of Life.